# Birnamwood (hrabstwo Shawano)
Birnamwood – wieś w Stanach Zjednoczonych, w stanie Wisconsin, w hrabstwie Shawano.